# Landkreis Rottenburg an der Laaber
Der Landkreis Rottenburg an der Laaber, amtlich Landkreis Rottenburg a.d.Laaber, gehörte zum bayerischen Regierungsbezirk Niederbayern. Sein ehemaliges Gebiet liegt heute größtenteils im Landkreis Landshut.

## Geographie

### Wichtige Orte
Die einwohnerstärksten Orte waren Rottenburg an der Laaber, Pfeffenhausen, Langquaid und Hohenthann.

### Nachbarkreise
Der Landkreis grenzte 1972 im Uhrzeigersinn im Nordwesten beginnend an die Landkreise Kelheim, Mallersdorf, Landshut und Mainburg.

## Geschichte

### Landgericht
Das Pfleggericht Rottenburg entstand bereits 1279, als die Veste Rottenburg und das Umland in den Besitz des Wittelsbacher Herzogs Heinrich von Niederbayern überging. Dadurch wurde Rottenburg zum Sitz eines riesigen Gerichtsbezirkes, der bis an die Tore Landshuts reichte. Dieses Pfleggericht (auch damals schon als Landgericht bezeichnet) bestand bis an das Ende des 18. Jahrhunderts. 1803 wurden im Zuge von Verwaltungsreformen in Bayern die Landgerichte Landshut und Vilsbiburg errichtet, die zum Isarkreis gehörten und auch das Gebiet des ehemaligen Pfleggerichts Rottenburg umfassten. 
1838 wurde, als Folge einer Verwaltungsreform des Königreichs Bayern, das Landgericht Rottenburg an der Laaber errichtet. Diesem wurden Gemeinden aus den umliegenden Landgerichtsbezirken zugeordnet. Diese Landgerichte waren Verwaltungseinheiten der unteren Ebene mit Verwaltungs- und Justizaufgaben.

### Bezirksamt
Das Bezirksamt Rottenburg an der Laaber wurde im Jahr 1862 durch den Zusammenschluss der Landgerichte älterer Ordnung Mainburg und Rottenburg an der Laaber gebildet. Die Landgerichte blieben weiterhin als Gerichtsbehörden bestehen, sie wurden 1879 in Amtsgerichte umbenannt.
1875 wurde das Bezirksamt Mallersdorf um Gemeinden des Bezirksamtes Rottenburg an der Laaber vergrößert.
Am 1. Januar 1891 wechselten Gemeinden des Bezirksamtes Rottenburg an der Laaber ins Bezirksamt Mallersdorf.
Im Jahr 1901 wurde das Gebiet um Mainburg aus dem Bezirksamt Rottenburg an der Laaber herausgelöst. In Mainburg wurde aus diesen Gemeinden ein eigenes Bezirksamt errichtet.
Am 1. April 1927 wurde das Bezirksamt Rottenburg an der Laaber um die Gemeinden Laaberberg, Obereulenbach und Rohr in Niederbayern des Bezirksamtes Kelheim vergrößert.

### Landkreis
Am 1. Januar 1939 wurde im Deutschen Reich die einheitliche Bezeichnung Landkreis eingeführt. So wurde aus dem Bezirksamt der Landkreis Rottenburg an der Laaber.
Am 1. Juli 1972 wurde der Landkreis Rottenburg an der Laaber im Zuge der Gebietsreform in Bayern aufgelöst:
- Die Gemeinden Adlhausen, Herrngiersdorf, Laaberberg, Langquaid, Leitenhausen, Niederleierndorf, Obereulenbach, Oberleierndorf, Paring, Rohr in Niederbayern, Sandsbach, Semerskirchen, Sittelsdorf und Wildenberg wechselten in den Landkreis Kelheim.
- Die Gemeinden Allersdorf und Wahlsdorf wechselten in den Landkreis Regensburg.
- Alle übrigen Gemeinden wurden dem Landkreis Landshut zugeschlagen.[3][4]

### Bezirksamtsvorstände (bis 1938) und Landräte (ab 1939)
- Karl Leyser 1911–1925
- Hans Stattenberger 1925–1937
- Joseph Koller 1940–1945
- Wolfgang Prechtl (4. Mai 1945 – 30. April 1958)
- Ludwig Rauchenecker (1. Mai 1958 – 31. Januar 1969)
- Johann Wagner (1. Februar 1969 – 30. Juni 1972)[5]

## Einwohnerentwicklung
| Jahr | Einwohner | Quelle |
| ---- | --------- | ------ |
| 1864 | 31.559    | [ 6 ]  |
| 1885 | 36.270    | [ 7 ]  |
| 1900 | 33.849    | [ 8 ]  |
| 1910 | 18.771    | [ 8 ]  |
| 1925 | 20.492    | [ 9 ]  |
| 1939 | 19.012    | [ 10 ] |
| 1950 | 28.127    | [ 11 ] |
| 1960 | 22.500    | [ 12 ] |
| 1971 | 23.600    | [ 13 ] |

## Gemeinden
Vor dem Beginn der bayerischen Gebietsreform umfasste der Landkreis Rottenburg a.d.Laaber 45 Gemeinden:

Landkreis Rottenburg an der Laaber, Gemeindegrenzenkarte von 1961

| - Adlhausen, heute zu Langquaid - Allersdorf, heute zu Schierling - Andermannsdorf, heute zu Hohenthann - Egg, heute zu Pfeffenhausen - Hebramsdorf, heute zu Neufahrn in Niederbayern - Herrngiersdorf - Högldorf, heute zu Rottenburg an der Laaber - Hofendorf, heute zu Neufahrn in Niederbayern - Hohenthann - Holzhausen, heute zu Pfeffenhausen - Inkofen, heute zu Rottenburg an der Laaber - Kläham, heute zu Ergoldsbach - Laaberberg, heute zu Rohr in Niederbayern - Langquaid (Markt) - Leitenhausen, heute zu Langquaid - Münster, heute zu Rottenburg an der Laaber - Niedereulenbach, heute zu Rottenburg an der Laaber - Niederhornbach, heute zu Pfeffenhausen - Niederleierndorf, heute zu Langquaid - Oberergoldsbach, heute zu Hohenthann - Obereulenbach, heute zu Rohr in Niederbayern - Oberhatzkofen, heute zu Rottenburg an der Laaber - Oberlauterbach, heute zu Pfeffenhausen | - Oberleierndorf, heute zu Langquaid - Oberotterbach, heute zu Rottenburg an der Laaber - Oberroning, heute zu Rottenburg an der Laaber - Paring, heute zu Langquaid - Pattendorf, heute zu Rottenburg an der Laaber - Pfaffendorf, heute zu Pfeffenhausen - Pfeffendorf, heute zu Rottenburg an der Laaber - Pfeffenhausen (Markt) - Piegendorf, heute zu Neufahrn in Niederbayern - Rainertshausen, heute zu Pfeffenhausen - Rohr (Markt) - Rottenburg (Markt, seit 1971 Stadt) - Sandsbach, heute zu Herrngiersdorf - Schmatzhausen, heute zu Hohenthann - Semerskirchen, heute zu Herrngiersdorf - Sittelsdorf, heute zu Herrngiersdorf - Stollnried, heute zu Weihmichl - Türkenfeld, heute zu Hohenthann - Unterlauterbach, heute zu Rottenburg an der Laaber - Wahlsdorf, heute zu Schierling - Wildenberg - Wolferthau, heute zu Rottenburg an der Laaber |

Bereits bis 1962 wurden mehrere Gemeinden eingemeindet:
- Gambach, 1962 zu Hohenthann
- Kirchberg, am 1. Januar 1949 zu Andermannsdorf, heute zu Hohenthann
- Koppenwall, am 1. Januar 1946 zu Pfaffendorf, heute zu Pfeffenhausen
- Schweinbach, am 1. Januar 1946 zu Wildenberg
- Unkofen, am 1. Januar 1946 zu Kläham, 1949 zu Oberergoldsbach, heute zu Hohenthann

## Kfz-Kennzeichen
Am 1. Juli 1956 wurde dem Landkreis bei der Einführung der bis heute gültigen Kfz-Kennzeichen das Unterscheidungszeichen ROL zugewiesen. Es wurde bis zum 30. April 1973 ausgegeben. Seit dem 10. Juli 2013 ist es aufgrund der Kennzeichenliberalisierung wieder im Landkreis Kelheim, seit dem 25. Juli 2014 auch wieder im Landkreis Landshut erhältlich.